# 東京ボンバーズ
東京ボンバーズ（とうきょうボンバーズ、Tokyo Bombers）は日本のローラーゲームチーム。

## 概要
1972年10月から東京12チャンネル（現：テレビ東京）で放映されたエンターテイメント性の強いスポーツ番組、『日米対抗ローラーゲーム』に登場。
元所属選手の小泉博（1973年に板橋区前野町にあったトレーニングスクールから巣立ってローラーゲームのスター選手となった）によって2002年に東京ボンバーズ（第2次）が再編され、2015年現在も存在しているが、メンバーは1970年代と異なり男性のみである。小泉はプロレス的要素を排除した「真剣勝負」を提唱し、ローラーゲームの完全復活と定着化を目指して試合ルールも「競技」としての色が強いものに変えている。試合ルールとチーム構成、チームの所属がまったく違うのでここでは1970年代の東京ボンバーズ（第1次）について記述する。
ローラーゲームはアメリカで1910年代にチャンピオンレースという名称で発祥した。1920年代にローラースケーティングレースと呼ばれるようになり、1930年代から「ローラーダービー」と称されるようになったスポーツで、1961年にローラーダービーの実況を行っていたビル・グリフィスがこのローラーダービーのスケーターを使って分派し「ローラーゲーム」を派生させた。
ビル・グリフィス（ローラーゲーム機構オーナー）によってローラーゲームがテレビ受けするようなスポーツに変えられたこともあって、同60年代にはアメリカで野球場を満員にするほどの観客を動員し、ローラーダービーの強烈なライバルとなった。
日本では1968年4月から東京12チャンネルでロサンゼルスを本拠地とするサンダーバードの試合をメインにテレビ放送が始まり、箱番組として高視聴率を重ねていたが、徐々に視聴率が低下して1970年9月に放送が打切られていた。
放送が続いていた期間にビートルズなどを日本に呼んだ実績を持つプロモーター、キョードー東京の招聘でローラーゲームチーム「ロスアンゼルスサンダーバード」が来日し、後楽園アイスパレスや千駄ヶ谷の東京体育館で外国人チームどうしの対決戦（サンダーバード対デトロイト・デビルス、サンダーバード対シカゴ・ホークス）の試合を行っている。
日本人チームの結成は、1968年、東京12チャンネルによるローラーゲームの放送開始直後から計画されて、選手選考会なども済ませていたが、放送の視聴率の低下から頓挫していた。しかし、4年後日本人チーム結成を諦めず、後に東京ボンバーズのキャプテンとなる森文雄やナショナルスケーティングダービー社のビル・グリフィス、東京12チャンネルの運動部長 白石剛達らの思惑が一致して、1972年6月にハワイで現地の日系人スケーターを加えてチーム要員を確保し東京ボンバーズが誕生した。
ハワイでの収録試合は東京12チャンネル系列で放送された。一時は15%を超える視聴率を記録したが、その後視聴率が低下して3年後の1975年9月に「日米対抗ローラーゲーム」の放送が打切られた。

## ボンバーズ創設史概略

### ローラーゲームの放送と日本人チーム結成計画
1968年（昭和43年）4月、東京12チャンネルがロサンゼルスに拠点を置くサンダーバードの「ローラーゲーム」放送開始。「ローラーゲーム」放送の高視聴率により日本人チーム結成を計画。選手募集を行い後楽園ローラースケートリンクに於いて選考会を開催。200名以上の応募から10数名を選考。
1969年 - 1970年にかけて選考会で選出した角田誠、佐々木陽子が2回渡米。ロスアンゼルス サンダーバードの施設で訓練を受けると共にサンダーバードの一員として試合に参加。活躍している様子が日本でも放送される。
1970年9月、東京12チャンネルは視聴率の低下を理由にロサンゼルスサンダーバードの試合番組を放送中止。

### 4名が渡米してサンダーバードのメンバーに
1971年1月、角田誠、佐々木陽子、河野一男、森文雄の4名が渡米。ロサンゼルスのオリンピックオーデトリアムにあるサンダーバードのトレーニングスクールで訓練を受けると共に、サンダーバードの一員として試合に参加。
1971年6月、角田誠、佐々木陽子、河野一男、森文雄の4名はアメリカ本土からハワイに渡り、ハワイアン ウォリアーズのメンバーとして1シーズン（3ヶ月間）試合に参加後帰国。

### 8名が渡米して東京ボンバーズが誕生
1972年6月から8月までの3ヶ月間ハワイで開催されるウォリアーズのシーズンに参加するために日本から角田誠、遠藤優、河野一男、森文雄、佐々木陽子、綾部圭子、堀井由美子、岡田恵子の8名が渡米。

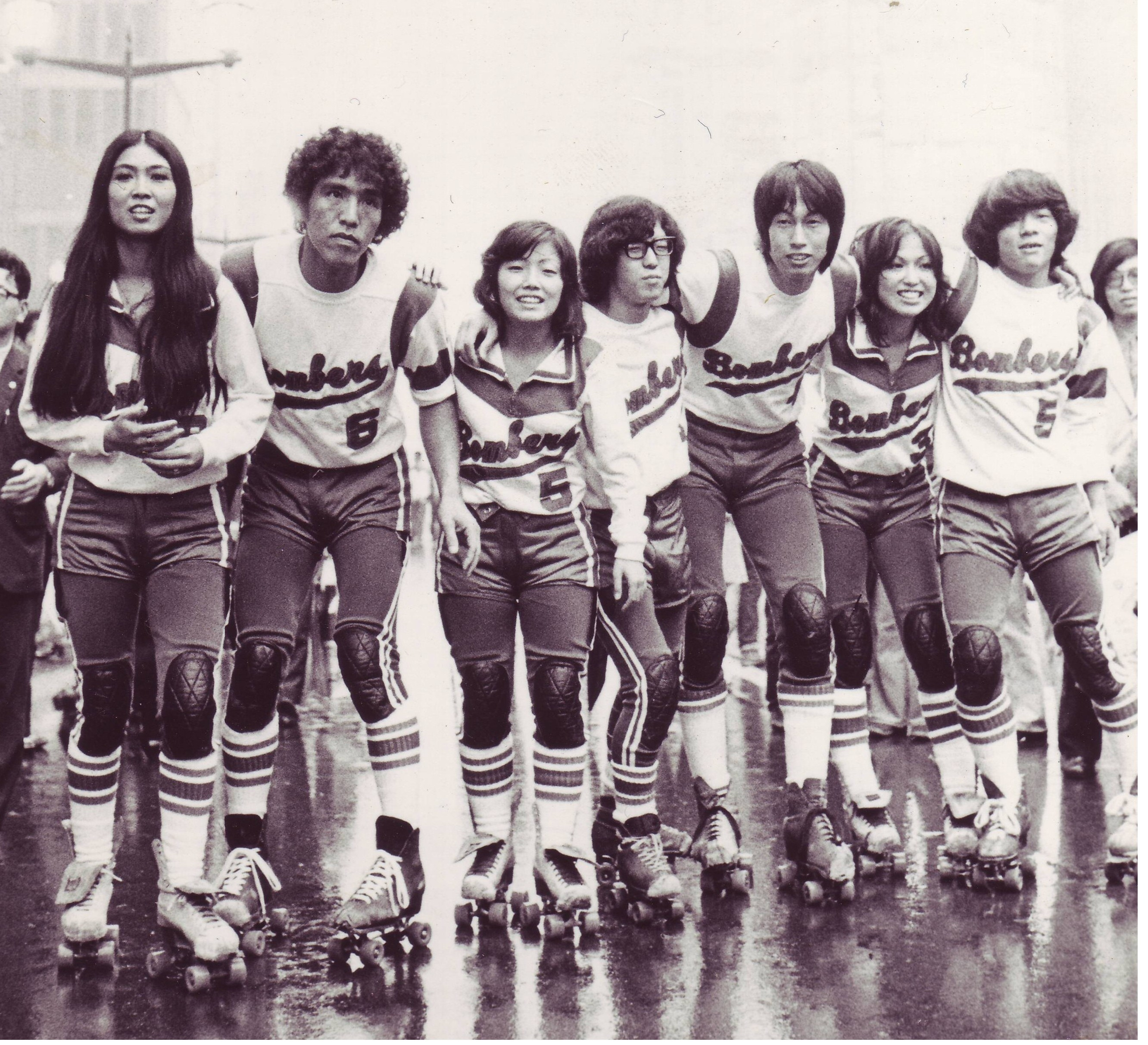
初代東京ボンバーズ 左から佐々木陽子、タイガー森、堀井由美子、リッキー遠藤、河野一男、綾部圭子、ミッキー角田

ウォリアーズの一員として試合に参加すると共に現地のウォリアーズ日系人スケーター、レイ横山、ボビー加藤、ダーニャ原田、シンディ儀間を加えてタイガー森、佐々木陽子両キャプテンが率いる東京ボンバーズが誕生。又、この時からロサンゼルスで指導を受けてきたサンダーバードのコーチ、ラルフ・バラディアスや女性選手のコリーン・ミュレルが東京ボンバーズに応援参加。東京ボンバーズとしてニューヨーク・チーフス、デトロイト・デビルス、シカゴ・ホークス、テキサス・アウトローズの4チームと対戦。試合の様子を収録。1972年10月から東京12チャンネル（現テレビ東京）は収録試合を「日米対抗ローラーゲーム」として放送を開始した。

## 放送の反響とチーム活動の休止

### 消えたチーム
放送開始直後から子供や大人を視聴者に巻き込み電波に乗せて憎悪や興奮、爽快感や感動を送り続け高視聴率を記録したが、その後徐々に視聴率が低下して1975年に放送が打切られた。東京ボンバーズは放送が打切られる前に活動を休止しており、まるで忽然と消えたような印象を与えた。ナショナルスケーティングダービー日本支社も現在は無くなっている。

### ファンの論議
「ルールがまったく分からなかった」「あれは八百長だ！」「勝敗が決まっていた」「それでも楽しめたから良かった」などとネット上では最近でも論議されることが有るエンターテイメント性の強いスポーツ。1972年頃は家庭用の録画装置が高価で普及していなかったため、家庭で録画が残されている可能性も薄く、当時の試合の様子を観ることは難しい。

## 東京ボンバーズの所属
- 当時の所属：ナショナルスケーティングダービー日本支社
- 当時の住所：東京都港区六本木6丁目
- 本拠地：東京
- 練習場：板橋区前野町 1972年9月開設

### 所属機構
- 機構名：ナショナルスケーティングダービー
- 当時の住所：米国カリフォルニア州90028ハリウッドノースハイランドアベニュー1717
- オーナー：ビル・グリフィス

### 当時の機構傘下チーム
- ロスアンゼルス・サンダーバード
- シカゴ・ホークス
- デトロイト・デビルス
- フィラデルフィア・ウォリアーズ
- ニューヨーク・チーフス

## チーム名の命名
「東京ボンバーズ」のチーム名は機構オーナー、ビル・グリフィスによって命名された。命名前には東洋的イメージから東京タイガーズなどの名前も上がっていたが、日本プロ野球にタイガースが存在するために没となりボンバーズ（Bombers 敵の戦闘能力を破壊する爆撃機、正確なカタカナ転写ではボマーズ）という力強い意味の名が付けられた。

## 東京ボンバーズの主な選手

### 男子
- 草創期のメンバー（ハワイで結成）
  - ミッキー角田
  - リッキー遠藤
  - ビンゴバット河野
  - レイ横山（日系人）
  - タイガー森（ボンバーズの全体コーチだが、男性キャプテンで紹介されていた）
  - ボビー加藤（日系人）
  - ラルフ ヴァラディアス（LA T-Birdsからの応援参加）
- トレーニングスクール開校後のボンバーズに加わったスケーター
  - 川島次夫
  - 金沢幸雄
  - 森田英二
  - 若松雅俊
  - 小泉博
  - 堀口善行
  - 和泉定次

### 女子
- 草創期のメンバー（ハワイで結成）
  - 佐々木ヨーコ（キャプテン）
  - 綾部圭子（姉）
  - 堀井由美子
  - シンディ儀間（日系人）
  - 岡田恵子
  - ダーニャ原田（日系人）
  - コリーン・ミュレル（LA T-Birdsから応援参加）
- トレーニングスクール開校後のボンバーズに加わったスケーター
  - 綾部喜美江（圭子の妹）
  - 守屋素子
  - 宮田正江
  - 上野満枝
  - 西島英子
  - 森千枝子

本来ボンバーズはニューヨークチームに付けられていたが、東京ボンバーズの誕生によりニューヨークはチーフスに改名させられた。